# 旅行者 (电视剧)
《旅行者》是一部美国的科幻奇幻电视剧，由罗伯特·K·韦斯和特雷西·托梅特雷西·托梅联合创作。该剧于1995年至2000年间共播出五季，讲述了一群旅行者利用虫洞在多个平行宇宙之间穿越的故事。
特雷西·托梅、罗伯特·K·韦斯、莱斯利·贝尔茨伯格、约翰·兰迪斯、大卫·佩金法、比尔·戴尔和艾伦·巴内特曾在不同时期担任本剧的执行制片人。前两季在加拿大不列颠哥伦比亚省的温哥华拍摄，后三季则转至美国加利福尼亚州洛杉矶制作。
前三季由福克斯电视台播出。该剧在被福克斯取消后，最后两季转至科幻频道继续播出。最终集于2000年2月正式播出。

## 剧情
本剧讲述了发生在美国旧金山的一场意外科学发现所引发的惊心动魄的多元宇宙冒险故事。年轻的天才物理学家奎恩·马洛里（Quinn Mallory），在自家地下室中尝试制造一种“反重力装置”时，意外打开了一扇可以通往无限多个平行世界的大门。
最初，奎恩只是出于实验目的进行了短暂旅行，却惊讶地遇见了来自其他平行世界的“自己”，意识到这一发现的非凡意义。在亲身体验过一个冰天雪地版本的旧金山之后，他决定将这一奇妙旅程与他人分享。他邀请了好友韦德·韦尔斯（Wade Welles）和自己最尊敬的导师麦斯米兰·阿图教授（Prof. Maximilian Arturo）共同参与。不料在一次“旅行”实验中发生意外，“哭泣人”雷姆布兰特·布朗（Rembrandt "Crying Man" Brown）车辆与其本人一同被卷入虫洞，自此成为团队的一员。
他们原计划只是短暂停留，但由于在途中错误操作了计时器设备，导致失去了回到原来世界的坐标。此后，四人被迫在一个又一个截然不同的平行世界中穿梭，经历了无数超乎想象的社会形态、历史发展和技术变革的世界。
在某个世界中，苏联赢得了冷战并占领了美国；在另一个世界里，性别角色完全对调，或者人类被人工智能所统治，甚至存在魔法或异能的现实。他们在这些世界中冒险求生，有时还要面对自己“另一个版本”的善恶对立，甚至不得不冒充这些身份来执行任务。
其中的每个平行世界都既熟悉又陌生，虽然地理相似，但人、制度、价值观却千差万别。奎恩与队友们必须在倒计时结束前再次开启虫洞前往下一个世界，否则将被困于该世界无法逃脱。他们的旅程充满了不确定性和风险，但始终坚持寻找通向“原始世界”的路径。
尽管旅途充满艰险和失望，但他们之间的友情、信念与成长也在旅途中不断深化。他们不只是科学探险者，更是见证者，见证着无数种人类社会的可能命运。

## 剧集

原始的 Sliders。从前到后：奎因·马洛里 (杰里·奥康奈尔 饰)、韦德·威尔斯 (萨布丽娜·劳埃德 饰)、伦勃朗·布朗 (克里文特·德里克斯 饰)、和阿图罗教授 (约翰·里斯-戴维斯 饰)

| 季數 | 集数 | 集数 | 首播日期           | 首播日期           | 首播日期       |
| 季數 | 集数 | 集数 | 首映               | 季终               | 电视网         |
| ---- | ---- | ---- | ------------------ | ------------------ | -------------- |
| 1    | 10   | 10   | 开始日期1995.03.22 | 结束日期1995.05.17 | 福克斯广播公司 |
| 2    | 13   | 13   | 开始日期1996.03.01 | 结束日期1996.07.12 | 福克斯广播公司 |
| 3    | 25   | 25   | 开始日期1996.09.20 | 结束日期1997.05.16 | 福克斯广播公司 |
| 4    | 22   | 22   | 开始日期1998.06.08 | 结束日期1999.04.23 | 科幻频道       |
| 5    | 18   | 18   | 开始日期1999.06.11 | 结束日期2000.02.04 | 科幻频道       |

## 演员表

### 主要人物
| 角色                    | 演员              | 季节            | 季节            | 季节            | 季节            | 季节            |
| 角色                    | 演员              | 1               | 2               | 3               | 4               | 5               |
| ----------------------- | ----------------- | --------------- | --------------- | --------------- | --------------- | --------------- |
| 奎恩·马洛里             | 杰瑞·奥康纳尔     | 主演            | 主演            | 主演            | 主演            | Does not appear |
| 韦德·威尔斯             | 萨布丽娜·劳埃德   | 主演            | 主演            | 主演            | 无              | 客串            |
| “哭泣人”雷姆布兰特·布朗 | 克里万特·德里克斯 | 主演            | 主演            | 主演            | 主演            | 主演            |
| 马克西米利安·阿图罗教授 | 约翰·瑞斯-戴维斯  | 主演            | 主演            | 主演            | Does not appear | Does not appear |
| 玛吉·贝克特上尉         | 卡丽·吴勒         | Does not appear | Does not appear | 客串            | 主演            | 主演            |
| 玛吉·贝克特上尉         | 卡丽·吴勒         | Does not appear | Does not appear | 主演            | 主演            | 主演            |
| 科林·马洛里             | 查理·奥康奈尔     | Does not appear | 客串            | 客串            | 客串            | Does not appear |
| 科林·马洛里             | 查理·奥康奈尔     | Does not appear | 客串            | 客串            | 主演            | Does not appear |
| 奎恩·马洛里             | 罗伯特·弗洛伊德   | Does not appear | Does not appear | Does not appear | Does not appear | 客串            |
| 奎恩·马洛里             | 罗伯特·弗洛伊德   | Does not appear | Does not appear | Does not appear | Does not appear | 主演            |
| 戴安娜·戴维斯博士       | 坦比·洛克         | Does not appear | Does not appear | Does not appear | Does not appear | 客串            |
| 戴安娜·戴维斯博士       | 坦比·洛克         | Does not appear | Does not appear | Does not appear | Does not appear | 主演            |

* 萨布丽娜·劳埃德以客串形式回归，仅为其角色配音，角色由一个几乎看不见的替身出演。

### 重复出演的
- 安格斯·瑞克曼（最初由罗杰·道尔特里饰演两集，后由尼尔·迪克森尼尔·迪克森（英语）饰演四集）：上校，是玛姬的直属上司。
- 埃尔斯顿·迪格斯（莱斯特·巴里（英语） 饰）：一名酒吧调酒师。
- 奥贝龙·盖格（彼得·尤拉西克（英语） 饰）：戴安娜的上司，一位科学家。
- 阿曼达·马洛里（琳达·凯伊·亨宁 饰）：昆在主宇宙（Earth Prime）中的养母。
- 迈克尔·马洛里（约翰·沃尔卡特 饰）：昆的父亲，在主宇宙中早年去世。
- 戈麦斯·卡尔霍恩（威尔·萨索 饰）：（无具体说明，原剧中是酒店门房，常以幽默亮相）

- 帕维尔·库连科（亚历克斯·布鲁汉斯基 饰）：一位出租车司机，曾多次在不同平行世界中出现。

## 制作背景
在《未来的心灵》（The Future of the Mind）一书的附录中，物理学家加来道雄（Michio Kaku）提到，这部剧的灵感起源于“一个小男孩读了一本书。而那本书，其实就是我的《超空间》（Hyperspace），不过剧中使用的物理理论我概不负责。”
该剧在转移到Sci-Fi频道（Syfy前身）之前，每集的制作成本约为140万至150万美元。
在拍摄“沙漠风暴”（Desert Storm）一集中，饰演角色Cutter的演员肯·斯泰德曼（Ken Steadman）不幸去世。事故发生在拍摄间隙，当时斯泰德曼正驾驶沙滩越野车前往下一个取景点，车辆翻覆并将他压在车下，导致他当场身亡。他的父母后来表示，这起事故本是可以避免的。
进入第五季时，制作团队已经得知剧集不会续订，因此在每集的预算中省下一部分资金，原计划用于制作最终集的大决战。然而这些资金最后被用于倒数第二集《风暴之眼》（Eye of the Storm），而最终集则以一个没有结局的悬念草草收尾。业内人士对这一决定众说纷纭。一些人认为，虽然《迷离档案》是当时Sci-Fi频道收视率最高的节目，但频道高层早已失去兴趣，甚至不再对剧本做出任何修改建议，甚至被怀疑根本没看剧本。
Sci-Fi频道唯一严格坚持的一项规定是：不允许有枪指向角色头部的镜头。执行制片人比尔·戴尔（Bill Dial）为测试这一限制，故意提交了一个角色整个头被打爆的剧本，结果竟被忽略。他接着又递交了设有悬念结尾的最终集剧本，也依然没有得到反馈。一些人认为，这么做是为了激发粉丝发起请愿、促成第六季的拍摄；但剧组内部人士认为，这一决定更像是出于某种私人原因。
第五季中，有多集是由伊朗裔美籍导演雷扎·巴迪伊（Reza Badiyi）执导。他的女儿米娜·巴迪伊（Mina Badiyi）也在第三集《共同立场》（Common Ground）中客串出镜。

#### 演员和工作人员更换
《异次元骇客》（Sliders）在播出过程中，因为演员和制作团队的频繁更换而经历了动荡的发展历程。克利文特·德瑞克斯（Cleavant Derricks）是唯一一位从头演到尾的主演。他和琳达·亨宁（饰演马洛里的母亲）也是全剧中仅有的两位同时出现在第一集和最后一集的演员。为了呈现主角雷姆布兰特与其平行宇宙“替身”的互动，德瑞克斯的孪生兄弟克林顿·德瑞克斯-卡罗尔（Clinton Derricks-Carroll）也曾在《国王归来》《黑帮旧梦》和《滑行王子》等几集中亮相。

#### 第三季的转变
杰瑞·奥康奈尔（Jerry O'Connell，饰演主角Quinn）认为前两季的制作过程较为顺利，但到了第三季，剧集的创作方向发生了明显的转变。福克斯电视网希望这部剧变得更加注重动作元素，而不是继续维持之前那种引人深思的风格。
约翰·里斯-戴维斯（John Rhys-Davies，饰演教授Arturo）是第一个退出剧组的主要演员。他在2016年的一次采访中坦言，自己对剧本的写作方式一直颇有微词。他认为这部剧本有潜力成为“电视上最棒的节目”，但他拿到的大多数剧本却是“难以理解的胡言乱语”，完全辜负了这个设定本可以达到的高度。他表示，福克斯对剧本的控制欲过强，是他决定离开的重要原因之一。
在2014年图卢兹游戏展的一次采访中，Rhys-Davies更直言，剧集的创作团队缺乏科幻素养，根本没有真正读过科幻作品，因此常常“照搬”其他作品的创意。他举例说：“我们拍了一集像《地动天惊》（Tremors），一集像《龙卷风》（Twister），一集像《活死人之夜》（The Night of the Living Dead），甚至还有一集像《魔岛》（The Island of Doctor Moreau），连电影里用过的面具都拿来直接用了！” 他批评编剧团队并不是以致敬的方式使用这些元素，而是在借用别人的点子。他特别提到有一集中奎因需要跨越一座看不见的桥，当他去询问编剧这个设定来源时，才发现对方根本没看过他参演的《夺宝奇兵3：圣战奇兵》（Indiana Jones and the Last Crusade），只是随意用了这个桥段，却完全没有利用这个设定来制造自嘲或元叙事的趣味。
对于Rhys-Davies来说，“压垮骆驼的最后一根稻草”是他有一次走进编剧办公室，看到他们正围坐一圈看刚发行的电影《异种》（Species）的DVD，还说：“看，这一段可以用，那一段也不错。”
剧集的联合创作者Tracy Tormé也多次公开批评第三季的走向。 他称第三季的双集剧情“Exodus”是“电视史上最糟糕的作品之一”，并形容它是整个剧集的最低谷。 David Peckinpah在第三季加入剧组（正好是Tormé开始表达不满的时期），Tormé最后参与编写的剧集是“K1803《守护者》”，而Peckinpah接手的首集则是“K1815《谋杀最恶》”。一些评论认为，Peckinpah的加入（也代表了福克斯更深层次的干预）导致剧集剧情质量大幅下滑， 尽管第四季的新执行制作人Marc Scott Zicree曾尝试恢复Tormé原本设定的“平行历史”主题。
Tormé和另外两位联合创作者Robert K. Weiss与John Landis，都在第三季中途退出了剧组。
福克斯介入的另一项措施是将拍摄地点从加拿大温哥华移至美国洛杉矶，以降低制作成本。由于来回飞行费用过高，一些原本常驻的角色被砍掉。剧组曾试图引入调酒师Elston Diggs作为新登场的常驻角色，在六集中亮相，但最终这个设定也被Peckinpah否决了。角色Logan St. Clair原本也计划反复出现，这点从剧中台词就可见一斑，但她只出现了一次，原因是福克斯方面认为她“不够性感”，因此要求不再让她登场。

#### 福克斯取消播出，Syfy接手续订
在第三季结束后，福克斯电视网决定取消《异次元骇客》。不过这部剧后来被美国科幻频道（Sci-Fi频道）接手续订。杰瑞·奥康奈尔（饰昆恩）认为科幻频道希望继续维持动作为主的风格，同时加入更多阴暗的科幻元素。
据Sabrina Lloyd（饰韦德）所属经纪公司表示，剧集复活时她选择不再回归出演。但有消息人士透露，劳伊德是因为嫉妒卡丽·沃勒（饰玛姬）而被剧组开除。环球影业和劳伊德的经纪人均未回应此传闻，谣言由此扩散。
后来曝出劳伊德与沃勒关系紧张，主要因为沃勒对劳伊德与剧组一名工作人员订婚一事曾发表过挖苦的言论。制作人大卫·佩金帕（David Peckinpah）希望回归第一、二季“三男一女”的角色结构，在劳伊德提出加薪要求后，剧组决定不再需要她。 她的角色命运——被困在克罗玛格（Kromagg）种族的繁殖营——据说是佩金帕的主意，并且是他独自推动通过的设定。
由于观众强烈要求解释韦德失踪后的去向，制作组计划邀请劳伊德在第五季客串一集，整集只聚焦韦德，不含其他角色。 劳伊德要求的片酬为4万美元，和克利文特·德瑞克斯（饰雷姆布兰特）持平，比卡丽·沃勒的每集片酬高出2万美元，因此该计划被取消。不过，第五季中的《安魂曲》（Requiem）一集经过调整，仍然解答了韦德的去向问题。 劳伊德为该集录制了旁白，正片中则用替身完成拍摄。
第四季末，杰瑞·奥康奈尔和他的弟弟查理·奥康奈尔一同退出剧组，转向电影事业发展。杰瑞认为，随着劳伊德、约翰·里斯-戴维斯（饰教授阿图罗）以及创作者特雷西·托米（Tracy Tormé）的离开，剧集原有的核心已不复存在，选择退出。两兄弟的离开令许多粉丝失望。有人询问托米是否有办法让他们回归，剧组因此尝试召回部分受欢迎的配角，但未获成功。
制作组曾与几位早期配角协商，希望他们能在第五季回归，包括约翰·诺瓦克（饰追逐救护车的律师罗斯·J·凯利）、亚历克斯·布鲁汉斯基（饰出租车司机帕维尔·库里延科）、莱斯特·巴里（饰钱德勒酒店服务员埃尔斯顿·迪格斯）。此外，原定让佐伊·麦克莱伦（饰洛根·圣克莱尔）再次出现，杰森·加夫尼（第一季的康拉德·贝尼什小）也确认出演四集，包括大结局。 但最终这些客串演员均未在剧中出现。

## 播出

### 第一季
昆恩（Quinn）迫不及待地想向阿图罗教授（Prof. Arturo）和韦德（Wade）展示他的虫洞技术，结果意外开启了一个巨大的虫洞，不仅将三人吸入，还将正开车路过的雷姆布兰特（Rembrandt）一同卷入。他们被带到一个冰天雪地、充满敌意的平行地球上。为拯救大家，昆恩被迫提前启动虫洞，导致他们无法返回原来的世界。为了避免被困在某个地球超过20年，他们只好继续穿梭于一个又一个平行宇宙——其中很多地球有着与现实截然不同的历史，比如“英国赢得独立战争”或“从未发现抗生素”的世界。

### 第二季
这群“旅行者”继续在不同的平行地球间穿梭，遇见更多脱离常识、充满奇幻想象的世界。在其中一次穿越中，他们首次遇到了克罗玛格人（Kromaggs）——一种掌握了滑行技术的外星种族，专门掠夺各个地球的资源。克罗玛格人对昆恩的滑行技术产生了浓厚兴趣，并变得极具侵略性。

### 第三季
他们仍旧希望回到最初的“主地球”（Earth Prime），但在一次穿越中，他们降落在一个即将被经过的脉冲星摧毁的地球。旅行者们为少数人提供了逃生到安全维度的方式，却遭遇了新敌人——里克曼上校（Colonel Rickman）的背叛。这个角色因海湾战争中感染疾病，必须吸取他人大脑液维持生命。在保护昆恩的过程中，阿图罗教授牺牲了。
之后，队伍中新加入了玛姬·贝克特上尉（Captain Maggie Beckett），众人为了追回被里克曼盗走、储存了主地球坐标的旅行计时器而展开追逐。最终，韦德和雷姆布兰特成功返回主地球，而昆恩与玛姬却被困在另一个平行世界。

### 第四季
昆恩与玛姬终于找到方法回到主地球，但却发现那里已经被克罗玛格人占领。他们成功营救了雷姆布兰特，却无法救出韦德。昆恩的母亲告诉他，他其实是被收养的，亲生父母掌握旅行技术，并为躲避克罗玛格人而将他隐藏。她还告诉昆恩，他有个兄弟——科林（Colin），之后他加入了团队。旅行者们继续穿越各个世界，寻找击败克罗玛格人的方法。

### 第五季
在一次看似意外的旅行中，昆恩与该世界的另一个“昆恩”融合，形成了新身份“马洛里”（Mallory）；与此同时，科林在虫洞中失踪。戴安娜·戴维斯博士（Dr. Diana Davis），一位研究跨维空间旅行的科学家，向他们解释了这一切，并最终加入旅行者队伍，与马洛里、玛姬和雷姆布兰特一同继续滑行，寻找对抗克罗玛格人的办法。最终，他们发现了一种对克罗玛格人致命的病毒。
在计时器被摧毁后，团队只能将一人送回主地球。雷姆布兰特选择注射病毒跳入虫洞，试图用病毒拯救主地球，留下其他人无从知晓他的命运。

### 播出顺序混乱
福克斯电视台在播放第一季和第二季时，将部分剧集调整顺序，以争取更高收视率。这导致了一些剧情连续性问题。例如，旅行计时器原本在“试播集”中并未设置倒计时功能，却在《爱的夏天》（Summer of Love）中首次出现该设定。但福克斯在《试播集》之后立即播放了《高烧》（Fever），使得观众莫名其妙地看到主角突然需要在限定时间内旅行。
同样，《爱的夏天》的结尾直接衔接《王子的叛乱》（Prince of Wails）的开头，但福克斯却将后者提前一周播出，造成剧情混乱。[19][20]
在第二季，福克斯不希望延续第一季结尾《命运之选》（Luck of the Draw）中的悬念，而是想转向全新剧情。因此在《再一次·另一个世界》（Time Again and World）一集中，阿图罗只用一句话草草带过昆恩中枪的事件。
编剧托米（Tracy Tormé）力争保留这个关键悬念，终于在第二季第一个播出的集数《神秘国度》（Into the Mystic）中，用几分钟简短交代了昆恩的枪伤已转为轻伤、迅速康复。《再一次·另一个世界》最终被安排在第六集播出。
《双重交错》（Double Cross）原本拍摄时作为第三季首集，交代滑行范围扩展至旧金山与洛杉矶之间。但福克斯为了更刺激的开场，将更具动作元素的《游戏规则》（Rules of the Game）排在前播。
《伊甸园的终结》（The Last of Eden）拍摄时约翰·里斯-戴维斯（饰阿图罗教授）仍在剧组，但福克斯却延后一个月播出（3月28日），此时角色已被写死，因此剧集增加了一段新的开场对白，将整集设定为回忆形式。

## 家庭影像发行
环球影业家庭娱乐公司（Universal Studios Home Entertainment）已在第1区、第2区和第4区推出《异次元骇客》全部五季的DVD。第五季也是最后一季，于2012年1月17日在第1区发行，比第四季晚了将近四年。
2014年12月2日，环球在第1区发行了《异次元骇客：全集版》（Sliders – The Complete Series）DVD套装。 该套装包含全剧88集，共22张单面DVD，总时长约为66小时（3954分钟）。
2016年7月1日，Mill Creek Entertainment 宣布已获得该剧在第1区的发行权，并将于同年10月4日重新发行全集DVD。 这一套装为15张光盘，按照正确的剧情顺序收录了全五季内容。
| DVD 名字           | 集数 | 发布日期                                                                                           | 发布日期              | 发布日期     | 发布日期 |
| DVD 名字           | 集数 | 区域 1                                                                                             | 区域 2                | 区域 3       |          |
| ------------------ | ---- | -------------------------------------------------------------------------------------------------- | --------------------- | ------------ | -------- |
| 第一季和第二季     | 23   | 2004年8月3日                                                                                       | 2004年12月27日        | 2005年5月2日 |          |
| 第三季             | 25   | 2005年7月19日                                                                                      | 2005年10月31日        | 2006年2月8日 |          |
| 第四季             | 22   | 2008年3月25日                                                                                      | 2008年5月19日         | 2008年6月4日 |          |
| 第五季也是最后一季 | 18   | 2012 年 1 月 17 日                                                                                 | 2009年3月13日（德国） | 2013年6月5日 |          |
| 完整系列           | 88   | 2014 年 12 月 2 日 2016 年 10 月 4 日（重新发布） 2013 年 11 月 6 日 2019 年 11 月 13 日（重新发布 |                       |              |          |

2007年8月23日，Netflix的即时观影服务（Instant View）上线了《异次元骇客》全五季的流媒体播放。不过，第一季中有两集——《末日将至》（Last Days）与《性别之争》（The Weaker Sex）缺失，系统提示需要观看DVD版本才能收看这两集。首集《试播集》（Pilot）既提供完整版，也可按《试播集：上》和《试播集：下》分为两部分观看。其余各季的所有剧集均可正常在线观看。
2008年3月12日，环球影业将《异次元骇客》第一季加入其免费在线播放平台Hulu。随后第二季于2009年5月8日上线，第三季于同年7月2日上线。
2008年下半年，第五季及后续全集陆续上架苹果iTunes电视节目商店，供付费下载观看。
2020年8月，《异次元骇客》全剧上线Peacock平台的免费版，观众可免费观看。不过首集《试播集》被拆分为两个约45分钟的部分。起初该剧在Peacock上被错误归类为“剧情类”（Drama），而非“科幻类”（Sci-Fi），此分类错误在一个月内被更正。
截至2023年2月，《异次元骇客》已不再在Peacock平台上免费提供观看，所有剧集均已转为付费内容。

## 重启计划
2015年2月22日，在《异次元骇客》20周年特别采访中，当被问及是否有望重启该剧时，杰瑞·奥康奈尔（Jerry O'Connell，饰演昆恩）回答说：“这个问题应该去问特雷西·托米（Tracy Tormé）。如果他愿意，我就参与。他是这个剧的创作者和核心，我听他的。”
奥康奈尔与约翰·里斯-戴维斯（John Rhys-Davies，饰演阿图罗教授）至今仍曾在2019年表达过对剧集复活的兴趣。
据里斯-戴维斯透露，奥康奈尔曾私下与他商议重启计划，里斯-戴维斯表示，如果剧集能回归探讨平行世界深层思辨的初衷，他愿意回归出演。两人也就此事与NBC进行过接洽，因为《异次元骇客》的发行权被认为属于NBC环球（NBCUniversal）。奥康奈尔还表示，托米本人也对剧集重启很感兴趣。
2021年7月14日，托米在一次采访中正式表示，《异次元骇客》的重启计划“确实在积极推进中”。
然而，2024年1月4日，托米因糖尿病并发症去世。[39] 截至目前，尚不清楚重启计划是否仍在进行中。

## 与其他作品的关联

### 《门径》（Doorways）
《旅行者》的剧情围绕“多重宇宙”的概念展开，设定为在非决定性的量子过程下，不同结果会导致现实分裂，形成多个平行存在的宇宙。
曾有人猜测，《旅行者》的创作灵感来自乔治·R·R·马丁（George R. R. Martin）为ABC于1992年创作的试播剧《门径》（Doorways）。在《门径》中，主角们是一群逃亡者，他们在平行世界之间穿梭，手中携带一台能够显示下一个“门径”何时何地开启的装置。
尽管《门径》在试播集之后已完成了六集剧本创作，但该剧最终并未被正式拍摄成系列剧，因为ABC决定在1993年秋季主推另一部剧集《超人新冒险》（Lois & Clark: The New Adventures of Superman）。在《旅行者》开播时，评论人伊芙琳·C·利珀（Evelyn C. Leeper）指出了它与《门径》之间的相似之处。
针对当时关于《旅行者》创作者特雷西·托梅（Tracy Tormé）曾申请加入《门径》编剧组的传言，乔治·R·R·马丁在1995年于GEnie论坛发文澄清，称是托梅的经纪人曾就职位进行过询问，而托梅本人否认与《门径》有任何直接关联。

## 《旅行者》在其他媒介中的作品

### 旅行者品牌衍生作品
- 《旅行者》的试播集由科幻小说作家布拉德·利纳维弗（Brad Linaweaver）改编成小说，于1996年春季出版，距离该剧首次播出已有一年。该小说不仅加入了原始剧本中被删减的部分情节，还包含了利纳维弗自己对故事的扩展内容。
- 利纳维弗还编写了《旅行者：经典剧集指南》（Sliders: The Classic Episodes），收录了关于第一至第三季的详细信息。
- 2007年，丹尼斯·麦卡锡（Dennis McCarthy）制作并发行了一张《旅行者》原声音乐专辑，完整收录了他为第一季所作的配乐，其中包括试播集的配乐。截至2010年底，剧中其他作曲家的配乐尚未公开发行。[41]
- 1996年，《旅行者》还被改编成一套由Acclaim Comics出版的10期漫画系列。虽然该系列并未直接由剧集创作者托梅（Tormé）和韦斯（Weiss）操刀，但托梅提供了一些未拍摄剧集的故事设想作为参考。主演杰瑞·奥康奈尔（Jerry O'Connell）还亲自创作了其中一期特别刊物。虽然第11期、也是最终一期的漫画《Get a Life》曾对外预告并开放预订，但最终未能发行。不过，画师拉格斯·莫拉雷斯（Rags Morales）在项目被终止前已完成了14页的绘图。[42]
- 1997年由Inkworks公司推出的《旅行者》收藏卡共计90张，其中包括9张浮雕卡、6张组合成克罗玛格（Kromagg）母星图像的金属光泽卡、2张动态卡片，以及由官方粉丝俱乐部发布的1张特别宣传卡。

### 他人作品中的引用
在1994年DC漫画公司推出的迷你系列《零小时：时间危机》（Zero Hour: Crisis in Time!）引发的设定变更之后，关于时间旅行的视觉设计首次出现在《超级英雄军团》（Legion of Super-Heroes）第74期中。在这一集中，超级少年来看这段时空隧道时评论说这个设计很像《旅行者》中的虫洞效果。 这一新设计自1995年启用后，一直沿用至2005年，在《少年泰坦／军团特别篇》（Teen Titans/Legion Special）中最后一次登场。
在1996年12月19日的《狐狸一族》（FoxTrot）漫画条中，Frosty雪人（雪人弗罗斯蒂）斥责Paige不看他出演的圣诞特别节目，而是去看《旅行者》。
1997年，Desktop Images制作公司发行了一部关于有机建模与动画的培训视频，由大卫·隆巴迪（David Lombardi）主持，内容包括《旅行者》第三季中《失落天堂》（Paradise Lost）和《恐龙穿越》（Dinoslide）两集的幕后特效制作过程。
漫威漫画的系列《Exiles》（放逐者）讲述了一群来自不同现实世界的角色穿越多元宇宙、修复各种时空问题的故事。该系列的创作者贾德·温尼克（Judd Winick）曾表示，《旅行者》正是他创作该作品的重要灵感来源之一。
2005年2月出版的《Marvel Knights 4》第15期中，火焰人（Human Torch）回忆起他对《旅行者》的喜爱，当时神奇四侠正准备展开一次时光旅行任务。
2007年9月14日发布的在线漫画《VG Cats》第243期《Bizzaro!》中，角色Leo提到了《旅行者》，随后画面切换到一个平行宇宙，原班角色——雷布兰特（Rembrandt）、阿图罗教授（Arturo）、奎因（Quinn）和韦德（Wade）穿越而至。计时器显示他们将在这个世界停留三年。
喜剧网站Funny or Die曾在愚人节放出一个恶搞短片，内容为主演杰瑞·奥康奈尔（Jerry O'Connell）试图众筹拍摄《旅行者》电影。
杰瑞·奥康奈尔还在美剧《图书馆员》（The Librarians）中饰演圆桌骑士兰斯洛特，该集中也出现了多个平行世界。
美剧《恶搞之家》（Family Guy）中一集名为《通往多元宇宙之路》（Road to the Multiverse），布莱恩（Brian）和史都威（Stewie）穿越多个平行宇宙。该集最初的拟定名称正是“Sliders”。
在另一集《弯曲或大片》（Bend or Blockbuster）中，彼得（Peter Griffin）租了一卷电影《赤裸危机》（Sliver）的VHS录像带，却发现盒子里放的是《旅行者》第二季的录像带。